# Navádění
Navádění je činnost, při které jeden člověk, návodce, přesvědčuje druhého, naváděného, aby vykonal nějaký čin. Předmětem navádění může být prakticky jakýkoli čin. Obvykle má z tohoto činu návodce prospěch. Návodce často navádí proto, aby se sám vyhnul odpovědnosti za tento čin. Pokud je tento čin trestným, je i navádění k němu ve většině jurisdikcí trestné.

## Český právní řád
V Česku označuje navádění za trestné § 24 trestního zákoníku (č. 40/2009 Sb.). Jestliže zákon nestanoví jinak, na trestní odpovědnost a trestnost návodce se užije ustanovení o trestní odpovědnosti a trestnosti pachatele.

## Související článek
- Solicitace